# The Girl in 419
The Girl in 419 è un film del 1933 diretto da Alexander Hall e da George Somnes.